# Zobrce
Zobrce  (nem.:  Afritz am See ) je občina v okraju Beljak-dežela na avstrijskem Koroškem z 1.450 prebivalci (stanje na 1. januar 2023). 

## Geografija

### Geografska lega
Občina Zobrce leži v  Trebinjskem podolju  (nem.:  Gegendtal) južno od Zobrškega jezera  (nem.:  Afritzer See) sredi Nokov.

### Občinska struktura
Občino sestavljata dvekatastrski občini, in sicer Zobrce  (nem.:  Afritz ) in  Berg ob Afritz, ki obsegata naslednjih enajst krajev (število prebivalcev v oklepaju na dan 1. 1. 2023  (v oklepaju nemška imena in število prebivalcev):
| - Zobrce (nem.: Afritz) (319) - Zobrce na jezeru (nem.: Afritz am See) (19) - Berg ob Afritz (108) - Gassen (100) - Kraa (278) - Lierzberg (170) - Möderboden (0) - Scherzboden (335) - Taše (nem.: Tassach) (17) - Tauchenberg (17) - Tobič (nem.: Tobitsch ) (87) |

## Zgodovina
Območje doline je bilo poseljeno šele v visokem srednjem veku, sončna stran doline je bila izkrčena šele okoli leta 1300. Ime Trebinjsko podolje  (nem.:  Gegendtal)  je prvič omenjeno v listini leta 1308, Zobrce leta 1450, cerkev sv. Nikolaja v Zobrcah pa leta 1516.
Območje sedanje občine jepripadalo grofom  Ortenburškim.  Imelo je lastno deželno sodišče Zobrce.
V času Napoleonove vladavine je bilo Trebinjsko podolje priključeno beljaškemu sodnemu okraju. Med letoma 1973 in 1990 so bile Zobrce del velike občine Polje-Zobrce (Feld am See–Afritz. Leta 1991 so Zobrce ponovno postale neodvisna občina in se od 1. januarja 2000 imenuje Zobrce (Afritz am See), čeprav Zobrško jezero, po katerem se imenuje, večinoma spada v sosednjo občino.

## Prebivalstvo
Po popisu leta 2001 je imela občina Zobrce 1.519 prebivalcev (2005: 1.487), od tega 96,6 % avstrijskih državljanov. 57,3 % verjame v protestantsko cerkev, 35,7 % v Rimskokatoliško cerkev in 1,0 % v islam. 4,4 % prebivalcev je brez verskega prepričanja.

## Kulturnozgodovinske znamenitosti
- Farna cerkev Sv. Nikolaja v Zobrcah ((prvič omenjena v dokumentih leta 1512) je gotska, kasneje delno predelana stavba na severozahodnem robu kraja.
- Evangeličanska cerkev ( Jubilejna tolerantna cerkev ) zahodno od župnijske cerkve je bila zgrajena med letoma 1980 in 1981 in posvečena leta 1981.
- Dvorec Porcia v Gassenu : Nekdanji dom za ostarele je bil od leta 1662 do 1848 v lasti grofov Porcia in je bil sedež oskrbovalnega osebja posestva Zobrce. Nadstropna renesančna stavba z nekdanjim neprekinjenim križnim hodnikom v obeh nadstropjih in strižno streho, prekrito z alpskimi strešniki na obeh bokih. Pročelja so nastala okoli leta 1785, vendar so bila v 19. stoletju preoblikovana. Notranjost je bila po letu 1956 močno spremenjena. Nad obokanim portalom v prvem nadstropju je sklopljeno osrednje okno, ob njem grb cesarskega kneza Franca Serafina von Porcia z napisom, označeno z letom 1785. Na desni strani je viden grb njegove žene Barbare, Baronica von Jöchlingen. Obstaja tudi stenska slika nadangela Mihaela, ki se bori z Luciferjem. V obeh kletnih prostorih in v pritličju (z izjemo prostora v južnem vogalu) so banjasti oboki z veznimi kapami.